# Juan Benet
Pour les articles homonymes, voir Benet (homonymie).
Œuvres principales
L'Air d'un crime
Juan Benet est un écrivain espagnol né le 7 octobre 1927 à Madrid et mort dans la même ville le 5 janvier 1993.

## Biographie
Benet est né à Madrid. Son père avocat est fusillé au début de la guerre civile espagnole. Il entre dans l'école d'ingénierie civile de Madrid en 1948. En 1953, il travaille comme ingénieur en Finlande et publie une pièce de théâtre, Max. Il publie un recueil de nouvelles à son compte.
En 1966, il entre au ministère de l'équipement espagnol, où travaillait aussi son ami le poète Ángel González. Fin 1967, il publie Tu reviendras à Région (Volverás a Región), roman dans lequel il crée un territoire mythique, cadre où évoluent ses personnages et qu'il reprendra dans d'autres romans. Il s'inspire en cela de William Faulkner, Gabriel García Márquez, Juan Carlos Onetti, ou Juan Rulfo.
Son écriture complexe lui vaut l'admiration de ses pairs. Plusieurs auteurs espagnols témoignent de leur dette envers lui, notamment Eduardo Mendoza, Javier Marías, Fernando Savater, Félix de Azúa et Álvaro Pombo. En 1969, il reçoit le prix Biblioteca Breve pour Une méditation (Una meditación), roman écrit sans alinéas.
Sa femme Nuria, avec qui il a quatre enfants, meurt en 1974. Deux ans plus tard, il publie Qué fue la guerra civil, un essai sur la guerre d'Espagne. En 1980, il fait paraître coup sur coup deux romans considérés comme ses chefs-d'œuvre : Saúl ante Samuel et, surtout, L'Air d'un crime (El aire de un crimen), un roman policier qui devient un best-seller. Il reçoit le Premio de la Crítica de narrativa castellana en 1984 pour le premier tome de Les Lances rouillées (Herrumbrosas lanzas).
En 1992, les médecins détectent une tumeur cérébrale, dont il meurt en 1993.

## Œuvre

### Romans
- Volverás a Región (1967) Publié en français sous le titre Tu reviendras à Región, traduit par Claude Murcia, Paris, éditions de Minuit, 1989  (ISBN 2-7073-1287-8)
- Una meditación (1970) - prix Biblioteca Breve Publié en français sous le titre Une méditation, traduit par Claude Murcia, Albi, éditions Passage du Nord-Ouest, 2007  (ISBN 978-2-914834-26-1)
- Un viaje de invierno (1972)
- La otra casa de Mazón (1973)
- En el Estado (1977)
- Saúl ante Samuel (1980)
- El aire de un crimen (1980) Publié en français sous le titre L'Air d'un crime, traduit par Claude Murcia, Paris, éditions de Minuit, 1987  (ISBN 2-7073-1144-8) ; réédition, Paris, 10/18, coll. « Domaine étranger » no 2856, 1997  (ISBN 2-264-02559-X)
- En la penumbra (1989) Publié en français sous le titre Dans la pénombre, traduit par Claude Murcia, Paris, éditions de Minuit, 1991  (ISBN 2-7073-1376-9)
- El caballero de Sajonia (1991) Publié en français sous le titre Le Chevalier de Saxe, traduit par Claude Murcia, Albi, éditions Passage du Nord-Ouest, 2005  (ISBN 2-914834-15-2)
- Herrumbrosas lanzas (1984-1998), publication posthume Publié en français sous le titre Les Lances rouillées, traduit par Claude Murcia, Albi, éditions Passage du Nord-Ouest, 2010  (ISBN 978-2-914834-41-4)

### Recueils de nouvelles
- Nunca llegarás a nada (1961)
- Una tumba (1971), avec des photographies de Colita Publié en français sous le titre Une tombe, traduit par Claude Murcia, Paris, éditions de Minuit, 1990  (ISBN 2-7073-1331-9)
- 5 Narraciones y 2 fábulas (1972)
- Sub rosa (1973)
- Trece fábulas y media (1981), illustration par Emma Cohen Publié en français sous le titre Treize fables et demie, traduit par Claude Murcia, Albi, éditions Passage du Nord-Ouest, 2003  (ISBN 2-914834-06-3)
- Variaciones sobre un tema romántico (2011), publication posthume

### Essais et articles
- La inspiración y el estilo (1966)
- Puerta de tierra (1970)
- El ángel del señor abandona a Tobias (1976)
- Qué fue la guerra civil (1976)
- En ciernes (1976)
- Del pozo y del Numa (1978)
- La moviola de Eurípides (1981)
- Sobre la incertidumbre (1982)
- Artículos I (1983)
- El agua en España (1986)
- Otoño en Madrid hacia 1950 (1987) Publié en français sous le titre L'Automne à Madrid vers 1950, traduit par Monique de Lope, Paris, N. Blandin, 1989  (ISBN 2-907695-02-9)
- Londres victoriano (1989)
- La construcción de la torre de Babel (1990) Publié en français sous le titre La Construction de la Tour de Babel, traduit par Monique de Lope, Paris, N. Blandin, 1992  (ISBN 2-907695-47-9)
- Prosas civiles (1994), publication posthume
- Páginas impares (1996), anthologie posthume d'articles
- Cartografía personal (1997), recueils posthume d'articles et d'interviews
- La sombra de la guerra: escritos sobre La Guerra Civil española (1999), publication posthume
- Una biografía literaria (2007), anthologie posthume de textes sur la littérature étrangère
- Infidelidad del regreso (2007), anthologie posthume de textes sur la littérature espagnole
- Si yo fuera presidente. La hidráulica como solución a las necesidades hídricas (2009), publication posthume
- Ensayos de incertidumbre (2011), anthologie posthume

### Anthologies de nouvelles parues en France
- Baalbec, une tache, traduit par Claude Murcia, Paris, éditions de Minuit, 1991  (ISBN 2-7073-1377-7)
- Agonia confutans, traduit par Claude Murcia, Paris, éditions de Minuit, 1995  (ISBN 2-7073-1518-4)

### Correspondances
- Correspondencia (Galaxia Gutenberg, 2011)

### Théâtre
- Max (1953)
- Anastas o el origen de la Constitución (1958)
- Agonía confutans (1966)
- Un caso de conciencia (1967)
- Teatro (1971)
- Beckettiana (1991, adaptation de quatre pièces de Samuel Beckett